# Porcelain
Porcelain er en animationsfilm fra 2013 instrueret af Christoffer Andersen efter manuskript af Nicolai Brus Hansen, Morten Bøhne og Carmen Hannibal.

## Handling
Povl er en stolt fisker, der lever sit liv på Danmarks barske vestkyst i 1800-tallet. Efter et forlis, hvor kun han selv overlever, udstødes han af de lokale og står overfor en rå og ensom tilværelse. I et sidste desperat forsøg på at vinde sit gamle liv tilbage beslutter Povl, at han vil bruge de lokales overtro til sin egen fordel.